# Murtoa
Murtoa – miasto w Australii, w stanie Wiktoria.